# Anass Achahbar
Anass Achahbar (L'Aia, 13 gennaio 1994) è un calciatore olandese, attaccante del Westlandia.

## Palmarès

### Club

#### Competizioni nazionali
- Coppa dei Paesi Bassi: 1

Feyenoord: 2015-2016
- Coppa di Romania: 2

Sepsi: 2021-2022, 2022-2023
- Supercoppa di Romania: 1

Sepsi: 2022

### Individuale
- Miglior marcatore del Campionato europeo di calcio Under-19: 1

Lituania 2013 (3 gol)